# هارلي غروسمان
هارلي غروسمان (بالإنجليزية: Harley Grossman)‏ هو لاعب كرة قاعدة أمريكي، ولد في 5 مايو 1930 في إيفانسفيل في الولايات المتحدة، وتوفي بنفس المكان في 5 سبتمبر 2003.

## وصلات خارجية
- هارلي غروسمان على موقعبيزبول رفرنس.كوم (الدوري الرئيسي) (الإنجليزية)